# Leycesteria sinensis
Leycesteria sinensis är en kaprifolväxtart som beskrevs av William Botting Hemsley. Leycesteria sinensis ingår i släktet Leycesteria och familjen kaprifolväxter. Inga underarter finns listade i Catalogue of Life.